# Bannerman-szövőmadár
A Bannerman-szövőmadár (Ploceus bannermani) a madarak osztályának a verébalakúak (Passeriformes) rendjéhez, ezen belül a szövőmadárfélék (Ploceidae) családjához tartozó faj.

## Előfordulása
Kamerun és Nigéria területén honos. A természetes élőhelye a szubtrópusi és trópusi erdők szélén, sűrű bozótosokban és a művelt területeken van.

## Megjelenése
Testhossza 13-14 centiméter. Arcrésze és torka fekete, álarcszerű, háta szárnya és farka olívzöld, tollazat többi része aranysárga.